# Здание армянского магистрата (Ростов-на-Дону)
Армянский магистрат — здание в Ростове-на-Дону, расположенное на площади Свободы. Является одним из самых старых домов города. По некоторым данным, он был построен в начале 1790-х годов в городе Нахичевани-на-Дону (ныне в составе Пролетарского района Ростова-на-Дону). Здание имеет статус выявленного объекта культурного наследия.

## История
В указе Екатерины II об основании армянского города Нахичевани-на-Дону говорилось «… повелеваем учредить магистрат и в нем производить суд и расправу по вашим правам и обыкновениям выбираемыми из вас же по жребию начальниками, коим пользоваться чинами и жалованием по штату Азовской губернии и быть под апелляцией Наместнического правления …». Первое здание армянского магистрата, по-видимому, было деревянным. Вскоре его заменили каменным зданием, сохранившимся до нашего времени. Точная дата его постройки неизвестна, но согласно некоторым предположениям оно было возведено в начале 1790-х годов.
Армянский магистрат был построен в стиле классицизм по «образцовому проекту» казённых зданий. Двухэтажное здание имело прямоугольную конфигурацию в плане. В центральной части главного фасада, выходящего на площадь, первоначально был четырёхколонный портик с балконом на втором этаже.
В 1868 году магистрат реорганизовали, и вместо него была создана городская управа, для которой неподалёку построили новое здание. В 1872 году здание армянского магистрата перешло в собственность купцов Гайрабетовых. Здание было приспособлено под постоялый двор для извозчиков. Во дворе дома появились сараи для сена и фуража. В особняке размещались столовая, кухня, жильё для управляющего и приезжих, торговые помещения.
В годы Гражданской войны в здании магистрата был открыт Краевой армянский музей древностей и искусства. Его возглавлял бывший ректор Нахичеванской духовной семинарии Ерванд Овакимович Шахазиз. Музей просуществовал до 1922 года, когда его архив был вывезен в Ереван, пополнив коллекцию Культурно-Исторического музея.
После закрытия музея здание приспособили под коммунальное жильё, изменив планировку. В 1930-х годах в связи с ветхостью был разобран портик парадного фасада.